# De schaduwzijde van Z
De schaduwzijde van Z is het 52ste stripalbum uit de reeks Robbedoes en Kwabbernoot. Het werd voor het eerst uitgegeven in 2011, na een voorpublicatie in Spirou (nummers 3820-3828). Het is het tweede verhaal van het duo Fabien Vehlmann (scenario) en Yoann (tekeningen) voor deze reeks. Yoann werd voor de designs (van gebouwen en ruimtetuigen) bijgestaan door Fred Blanchard. De inkleuring is van Hubert.

## Verhaal
Zwendel heeft Robbedoes, Kwabbernoot, Spip en de graaf van Rommelgem onder dwang naar zijn basis op de maan gevoerd. Hij heeft er een laboratorium kunnen oprichten met geld van een investeerder. Om de investering te doen renderen, is er echter ook geïnvesteerd in ruimtetoerisme op de maan. Een compromis waar de graaf vragen bij heeft.
Tijdens de rondleiding die Zwendel geeft, treedt er een uitbarsting los op de zon. Alle maanbezoekers moeten schuilen voor de kosmische straling van de zon. Spip blijkt echter spoorloos. Robbedoes gaat hem zoeken, vindt Spip, maar is te laat terug: alle deuren zijn dicht. Hij zoekt dekking in een zwembad en valt in slaap. Wanneer de straling afgelopen is, wordt de slapende Robbedoes binnengehaald. Hij ontwaakt met een overschot aan energie. Hij gaat onder meer een basketbalduel aan, maar tijdens het spel wordt er sabotage in de basis vastgesteld. Zwendel stuurt zo snel mogelijk een hoop toeristen en personeelsleden naar huis. Intussen wordt duidelijk dat Robbedoes en Spip toch hebben blootgestaan aan straling: ze muteren beiden in een monsterlijk en gewelddadig wezen. De graaf kan Spip vangen, maar Robbedoes vlucht weg. Zwendels manschappen en Kwabbernoot, de graaf en een toeriste, Angie Wood, zetten de achtervolging in. De manschappen van Zwendel om Robbedoes af te maken, de laatsten om dat te voorkomen.
Het is uiteindelijk Zwendel die een eind maakt aan de achtervolging: hij heeft zijn Zwendelstraal - een verlammende straal, zie onder meer Z van Zwendel - weer bovengehaald. Hij verlamt Kwabbernoot, de graaf, Angie Wood en Robbedoes. Zwendel is de bemoeienissen en kritiek van de graaf beu en speelt weer met het idee om de kosmos te veroveren. Zijn redevoering wordt plots verstoord door zijn bewaker Bronco, die Zwendel bedreigt. Zwendel sluit Bronco op bij Robbedoes, die hij uit zijn verlamming haalt. Bronco blijkt echter ook gemuteerd te zijn. De twee slaan aan het vechten. Robbedoes haalt het en katapulteert Bronco in de ruimte. Hij haast zich vervolgens om een ruimteschip richting aarde te bereiken. Zwendel heeft daarop ook Robbedoes' vrienden gezet zodat ze zijn plannen niet langer kunnen dwarsbomen. Ze zijn ook niet langer verlamd. Robbedoes herkent zijn vriend Kwabbernoot en wordt plots kalm. Spip wordt onderweg weer zichzelf, er groeit hoop dat dus ook Robbedoes weer normaal wordt.
Op aarde kijkt Zwendels investeerder toe. Na het verlies van zijn maanpretpark gaat zijn interesse plots uit naar Robbedoes: hij wil hem kopen ...